# Der Talisman (Roman)
Der Talisman (Originaltitel: The Talisman) ist ein Fantasyroman der US-amerikanischen Schriftsteller Stephen King und Peter Straub aus dem Jahr 1984.

## Handlung
Im Mittelpunkt der Handlung steht der zwölfjährige Jack Sawyer, der sich auf eine gefährliche Reise quer durch die Vereinigten Staaten begibt. Sein Ziel ist es, einen legendären, magischen Gegenstand – den Talisman – zu finden. Mit dessen Hilfe will er seine schwerkranke Mutter retten, die an Krebs leidet. Parallel dazu existiert eine magische Welt, die sogenannten Territorien, in der Jacks Mutter als Königin ebenfalls todkrank ist.
Jack entdeckt, dass er die Fähigkeit besitzt, zwischen der realen Welt und den Territorien hin und her zu wechseln, was als „flippen“ bezeichnet wird. In beiden Welten begegnet er zahlreichen Gefahren und fantastischen Kreaturen. Unterstützung erhält er unter anderem von einem freundlichen Werwolf, der ihm auf seiner Reise zur Seite steht.
Der Hauptgegner Jacks ist Morgan Sloat, ein machtgieriger Geschäftspartner seines verstorbenen Vaters. Sloat verfolgt eigene finstere Ziele und hat ebenfalls einen „Twinner“ (Doppelgänger) in den Territorien. Er versucht mit allen Mitteln, Jack und seine Mutter zu vernichten, um sich deren Erbe und Macht anzueignen.
Während seiner Reise wächst Jack an seinen Aufgaben und muss zahlreiche Prüfungen bestehen. Die zentrale Frage bleibt, ob es ihm gelingt, den Talisman zu finden und sowohl seine Mutter als auch das Schicksal beider Welten zu retten.

## Figuren der „realen Welt“
Jack Sawyer
Er ist der Sohn der alternden Schauspielerin und von den Fans zur „Königin des B-Movies“ erklärten Lily Cavanaugh Sawyer, zwölf Jahre alt und obwohl er Halbwaise ist, lebt er dank seiner starken und tapferen Mutter, die ihm ständig predigt, niemals aufzugeben, in einer relativ behüteten heilen Welt. Bis sich herausstellt, dass seine Mutter an Krebs leidet und nicht mehr lange zu leben hat. Um ihretwillen muss der von Natur aus eher ängstliche Junge tapfer sein und eine lange Reise quer durch die Vereinigten Staaten und ihr Gegenstück, die Territorien, bestehen – und wächst dabei zum Beschützer zweier Welten heran.
Speedy Parker
Ein geheimnisvoller farbiger alter Mann. Er arbeitet als Hausmeister und Mädchen für alles in einem Vergnügungspark und klärt Jack darüber auf, dass und wie er seine Mutter, die Königin und dazu beide Welten retten kann. Er gibt Jack ein Fläschchen mit „Zaubersaft“, der ihm beim „Flippen“, dem Hinüberwechseln zwischen den Welten, helfen soll, und noch ein paar weitere Gegenstände und Anweisungen mit auf den Weg.
Morgan Sloat
Jacks „Onkel“ war Mitstudent seines Vaters an der Yale-Universität. Zusammen gründeten sie nach der Uni eine kleine Künstleragentur und schufen daraus über die Jahre ein kleines Unternehmensimperium, das beide zu Millionären machte. Sloat ist ein hässlicher übergewichtiger Mann, der an kaum etwas anderes denkt als an Profit und Macht. Seine Gier hat ihn in Zusammenarbeit mit seinem „Twinner“ schließlich zum mehrfachen Mörder gemacht. Er hat einen Sohn, Richard, den er wohl in jungen Jahren mal sehr liebte, den er aber bedenkenlos opfern würde, um an den Talisman zu gelangen. Er jagt Jacks Mutter quer durch die Staaten, weil er von ihr eine Abtrittserklärung über das Erbe an der gemeinsamen Firma erzwingen will. Dann kann der Erbteil der Sawyers nach ihrem Tod nicht an Jack übergehen.
Lily Cavanaugh Sawyer
Jacks Mutter, Ehefrau des bei einem Unfall getöteten Phil Sawyer. Frau mit einem „Löwenherz“, die alles tun würde, um ihren Sohn zu beschützen. Sie ist in jeder Hinsicht eine zähe Figur. Ihre Art zu reden und auch die Weise mit ihrer Krankheit, ihren Ängsten und den Menschen in ihrer Umgebung umzugehen, ist hart, wenn auch nicht herzlos. An vielen Stellen der Geschichte wäre Jack aufgeworfen, wenn seine Mutter ihn nicht immer ermahnt hätte, nicht aufzugeben und sich stets gegen Ungerechtigkeiten zu wehren. Als Jack ihr eröffnet, dass er weg muss um ihr das Leben zu retten reagiert sie erstaunlich, indem sie ihn im Endeffekt einfach ziehen lässt. Sie glaubt ihm, als er darauf beharrt, dass er ihr das Leben retten könnte, obwohl das gegen jede Medizin und Logik geht.
Richard Sloat
Sohn von Morgan Sloat und bester Freund von Jack. Sie sind zusammen aufgewachsen. Vom Wesen das genaue Gegenteil von seinem Vater, unter anderem, weil er nur an Technik und Wissenschaft glaubt. Mag noch nicht einmal die mitreißendsten Romane lesen, es sei denn für die Schule. Sein Vater hat kaum Zeit für ihn und er besucht die „Thayer School“, eine teure exklusive Privatschule. Er will später Chemieforscher werden. Ohne seine Hilfe wäre Jack verloren.
Reverend „Sunlight“ Gardener
Ein durch und durch bösartiger, verrückter, sadistischer Mensch. Wie sich später herausstellt, ein Angestellter von Morgan Sloat. Betreibt in Indiana das „Sunlight Gardener-Bibelheim für gestrauchelte Jungen“ und betätigt sich im lokalen Fernsehen als Fernsehprediger. Ist der engste Vertraute von Morgan Sloat und hat einen Sohn, Reuel Gardener, der ebenfalls die „Thayer School“ besucht. Hasst darüber hinaus Kinder.

## Figuren der Territorien
Jason De Loessian
War der „Twinner“ von Jack Sawyer, starb aus ungeklärten Gründen als er noch ein Baby war (plötzlicher Kindstod). Sohn Lauras De Loessians und ihres verstorbenen Mannes. Aus dem Buch lässt sich schließen, dass er einmal ein charismatischer, freundlicher, kluger, mutiger, schöner Mensch geworden wäre, den seine Untertanen verehrt hätten.
Parkus
Der Twinner von Speedy Parker. Er ist das territoriale Gegenstück zu einem Polizeichef und einem obersten Richter und hilft Jack, wo er gerade kann.
Morgan Von Orris
Benannt nach seinem Machtbereich, die Ländereien von Orris, die weit im Westen der „Territorien“ liegen und für das Königreich eher unbedeutend sind, auch weil sie an das „Verheerte Land“ angrenzen, das unbewohnbar und verseucht ist. Grausamer, machthungriger, profitgieriger Mensch. Hatte einen Sohn, Rushton, der wie Jason De Loessian starb, als er klein war. Twinner von Morgan Sloat. Will Jack kriegen, bevor er den Talisman an sich bringen kann, und setzt selbst alles daran, nach Königin Lauras Tod selbst König zu werden.
Laura De Loessian
Königin der Territorien. Sie wird von den Menschen dafür geliebt, dass sie sanft und klug regiert hat, bevor sie so krank wurde. Liegt im Sterben und ist umgeben von von Orris' Leuten, die auf ihren Tod begierig warten. War die Mutter von Jason und die Ehefrau von Phil Sawyers Twinner, ist selbst die Twinnerin von Lily Sawyer.
Rushton Von Orris
Twinner von Richard Sloat. Verstorben als er klein war. Im Gegensatz zu Jason starb er aber aus Fahrlässigkeit, weil seine Eltern nicht auf ihn Acht gaben und er unbemerkt in einem Teich ertrank.
Osmond
Twinner von Sunlight Gardener, ebenso wahnsinnig, brutal und sadistisch. Er hasst Kinder über alles und hat keine Gewissensprobleme, Menschen zu töten, wenn es ihm befohlen wird. Er betreibt unterirdische Minen, in denen sich die Gefangenen zu Tode rackern und ist die Rechte Hand von Morgan Von Orris. Trägt immer eine metallverstärkte Peitsche bei sich. Sein Sohn wird im Buch nicht anders genannt als sein Twinner, Reuel.
Wolf
Wolf besitzt keinen Twinner in der „realen Welt“. Er ist ein Werwolf und wird stets nur „Wolf“ genannt. Ebenso wie seine Geschwister, die, wie sich später herausstellt, auch „Wolf“ genannt werden. Er hat ein durch und durch gutes Wesen. Werwölfe in den Territorien sind ursprünglich und größtenteils die Beschützer der Viehherden des Königshauses, seit Jahrhunderten schon, und haben sich dieser Aufgabe perfekt angepasst. Für seine Herde setzt Wolf sein Leben, ohne zu zögern, aufs Spiel, wann immer nötig. Er ist kein großer Denker und sehr einfach, aber dann praktisch und vorausschauend begabt. Am besten nimmt er, wie alle Wölfe, seine Umwelt über seine überaus feine Nase wahr. Ob jemand traurig ist, krank, ängstlich oder schläft, Wolf kann es riechen. Er hat bemerkenswerte haselnussbraune leuchtende Augen, regt ihn etwas auf, steht der Wolfsmond bevor oder droht Gefahr, beginnen seine Augen zu leuchten wie „Kürbislaternen“. Von ihm lernt Jack sehr viel über Freundschaft, Opferbereitschaft und die Verantwortung für Schwächere.
An monatlich drei, maximal vier Tagen in normalen Situationen, verwandelt sich ein Wolf in einen Werwolf- bei „Wolfsmond“. Seine Herde muss dann zur Sicherheit vor ihm weggeschlossen werden, was er auch ganz alleine, seinen Instinkten folgend, veranlasst, dann „rennt er mit dem Mond“. Jagt, frisst und versorgt sogar nebenbei seine Herde, bis der Vollmond vorbei ist.
Das „Elroy-Ding“
Ein gruseliges Halbwesen, ähnlich einem Werwolf, nur durch und durch bösartig. Erinnert Jack seiner Beschreibung nach an eine Art „Wer-Bock“ mit giftig gelb leuchtenden Augen. Arbeitet für Morgan Von Orris/Morgan Sloat.

## Schauplätze
Die Territorien
Parallelwelt zu unserer, der „realen Welt“. Organisiert ähnlich unserem Mittelalter sind die Territorien wild, unübersichtlich, ungezähmt und merkwürdig unschuldig trotz allem. Bis auf eine große Ausnahme, das „Verheerte Land“, sind sie gegenüber unserer heutigen Welt sauber und unberührt. Die Luft wird als so klar beschrieben, dass eine frisch geerntete Rübe noch eineinhalb Meilen weiter deutlich riechbar sei. Entfernungen sind sehr schwer schätzbar, weil die Luft dermaßen klar ist.
Die Staatsreligion scheint unserer zwar im Groben recht ähnlich, bezieht sich aber statt auf die Bibel auf das „Buch vom guten Wirtschaften“. Was an Fakten zu diesem religiösen Werk im Buch zu finden ist, muss komplett aus kurzen Zitaten innerhalb der Handlung geschlossen werden bzw. aus kurz erwähnten Gleichungen. So bezieht sich Wolf auf eine Gleichung im „Buch vom guten Wirtschaften“ als es darum geht, wie er mit dem Wolfsmond in Jacks Welt und den völlig fremden Umständen umgehen soll. Umgangssprachliche Ausrufe wie „gottverhämmert“ und Weisheiten wie „Gott hämmert seine Nägel“ oder auch „alles und jedes wird gut“ beziehen sich dabei auf diese andere „Bibel“.
Das Verheerte Land
Das Verheerte Land scheint, nach allem was Jack darüber recherchieren kann, einmal kontaminiert worden zu sein. Örtlich ist es etwa an dem Ort, an dem in unserer Realität Amerikas Testgebiete für die ersten Atombomben zu finden sind. Halte man sich zu lange in diesem Gebiet auf, stellen sich die gleichen Symptome ein, wie sie unserer Strahlenkrankheit entsprechen. Das Verheerte Land ist hauptsächlich verlassen und öde, es leben aber dennoch ein paar Geschöpfe darin, zumeist beschrieben als mutiert und verstrahlt.

## Begriffserklärungen
Twinner
Der Twinner ist das Gegenstück eines Menschen. Einer befindet sich in einer, der andere zur gleichen Zeit als Entsprechung in der anderen Realität. Er ist nicht gleich der Mensch, der einfach gewechselt hat zwischen zwei Welten. Und es ist auch nicht ein komplett anderer Mensch. Twinner sind miteinander verbunden. Geht es einem von beiden recht gut, dann wird der andere in seiner Welt auch Glück haben auf unerfindliche Art und Weise, z. B. entdeckt nun ein Mensch, dass er wechseln kann zwischen den Welten (was rein theoretisch gemäß der Geschichte jeder könnte) und besitzt er einen Twinner, so wird er in dessen Körper wechseln und sich für diese Zeit mit dem anderen dessen Hülle teilen. Sie können sich dann in Gedanken unterhalten und erleben alles gemeinsam.
Hat aber jemand, wie Jack, Richard und Wolf, keinen Twinner, dann wechselt er, als er selbst in die Gegenrealität. Seine Kleidung verwandelt sich in der aktuellen Welt angemessene Kleidung (ein Nylonrucksack in einen Lederbeutel, Turnschuhe in Lederschuhe usw.) und Gebrauchsgegenstände in unvorhersehbare Dinge, teils logisch, teils nicht.
Kommt ein Twinner in eine lebensgefährliche Situation, dann gerät auch sein Gegenstück in eine solche. Der Ausgang ist allerdings offen. So kann durchaus einer von beiden gerettet werden, während der andere stirbt. Wird ein Twinner krank, wird sein Gegenpart ebenfalls Krankheitssymptome bekommen. Die Schicksale sind so miteinander eng verwoben.
Das Aussehen von Twinnern ähnelt sich, ist aber in keinem Fall im Buch exakt gleich.
An einigen Stellen wird von Träumen von/aus der Gegenwelt erzählt. Jack hatte diese Tagträume von den Territorien als er klein war, obwohl sein Twinner scheinbar zu diesem Zeitpunkt bereits tot war. Aber auch seine Mutter beschreibt geteilte Träume mit der Königin der Territorien.
Das Flippen
Als „Flippen“ wird das Wechseln zwischen den Realitäten beschrieben. Es kann wie in Jacks Fall frei erfolgen, da ein Twinner fehlt oder wie im Fall von Morgan Sloat zwischen den beiden Körpern der Twinner stattfinden.

## Hintergrund
Der Talisman wurde 2001 von King mit dem Roman Das schwarze Haus fortgesetzt, in der Jack als Erwachsener eine Reihe von Morden aufklären muss. Das Wechseln zwischen den Welten und der Begriff des „Twinner“ waren bereits zuvor aus dem Dark-Tower-Zyklus von Stephen King bekannt. Der Leser bekommt aber durch diesen Roman einen ersten Hinweis, dass sich der Zyklus nicht nur um Zwei Welten – Mittwelt und die Erde – drehen wird, sondern eine Vielzahl verschiedener Universen eine Rolle spielen werden.

## Ausgaben
- Stephen King, Peter Straub: The Talisman. Viking, New York 1984, ISBN 0-670-69199-2.
- Stephen King, Peter Straub: Der Talisman. Aus dem Englischen von Christel Wiemken. Hoffmann und Campe, Hamburg 1986, ISBN 3-455-03737-2.